# Cirkulane
Cirkulane – wieś w Słowenii, siedziba gminy Cirkulane. W 2018 roku liczyła 436 mieszkańców.